# Pithecia irrorata
La pitecia calva (Pithecia irrorata Gray, 1845) è un primate platirrino della famiglia dei Pitecidi.

## Distribuzione
Con due sottospecie (Pithecia irrorata irrorata e Pithecia irrorata vanzolinii) questo animale vive nella zona di confine fra Bolivia settentrionale (dipartimenti di Pando e Beni) e Brasile centro-occidentale, fra i fiumi Tapajós e Madeira. Colonizza le aree di foresta pluviale primaria.

## Descrizione

### Dimensioni
Misura circa novanta centimetri di lunghezza, dei quali la metà spetta alla coda, per un peso di circa 3 kg.

### Aspetto
Il pelo, lungo e setoloso, è uniformemente nero (nei maschi) o brunastro (nelle femmine) su tutto il corpo: sulla calotta cranica, tuttavia, è presente una macchia bianca (da cui l'aggettivo "calva" nel nome comune della specie) dalla quale si diramano delle scie di pelo biancastro che raggiungono i lati del collo e la gola, come se sulla testa dell'animale fosse stato versato del latte che sia poi colato ai lati del corpo (da cui il nome scientifico irrorata). La faccia è seminuda e violacea, mentre la coda, non prensile, è ricoperta di pelo scuro.

## Biologia
Si tratta di animali diurni ed arboricoli, che vivono in gruppetti familiari formati da una coppia riproduttrice e dai propri figli di varie età, frutto di differenti parti: le coppie sono perlopiù rigorosamente monogame e durano fino alla morte di uno dei due esemplari.

### Alimentazione
Come tutti i Pitheciinae, questi animali si sono nel tempo specializzati nel nutrirsi di frutta ancora immatura, della quale mangiano sia la polpa che i semi: in questo modo azzerano la competizione con la maggior parte degli animali frugivori, che si nutrono perlopiù di frutta ben matura. Dovendo fare i conti con le scorze coriacee dei frutti acerbi, queste pitecie hanno sviluppato muscoli mandibolari assai forti e denti solidi ed aguzzi che servono a scalfire l'involucro del frutto, in modo tale da poter accedere all'interno. In caso di scarsità di frutta, questi animali ripiegano su foglie, fiori ed invertebrati.